# Causse de Villeneuve

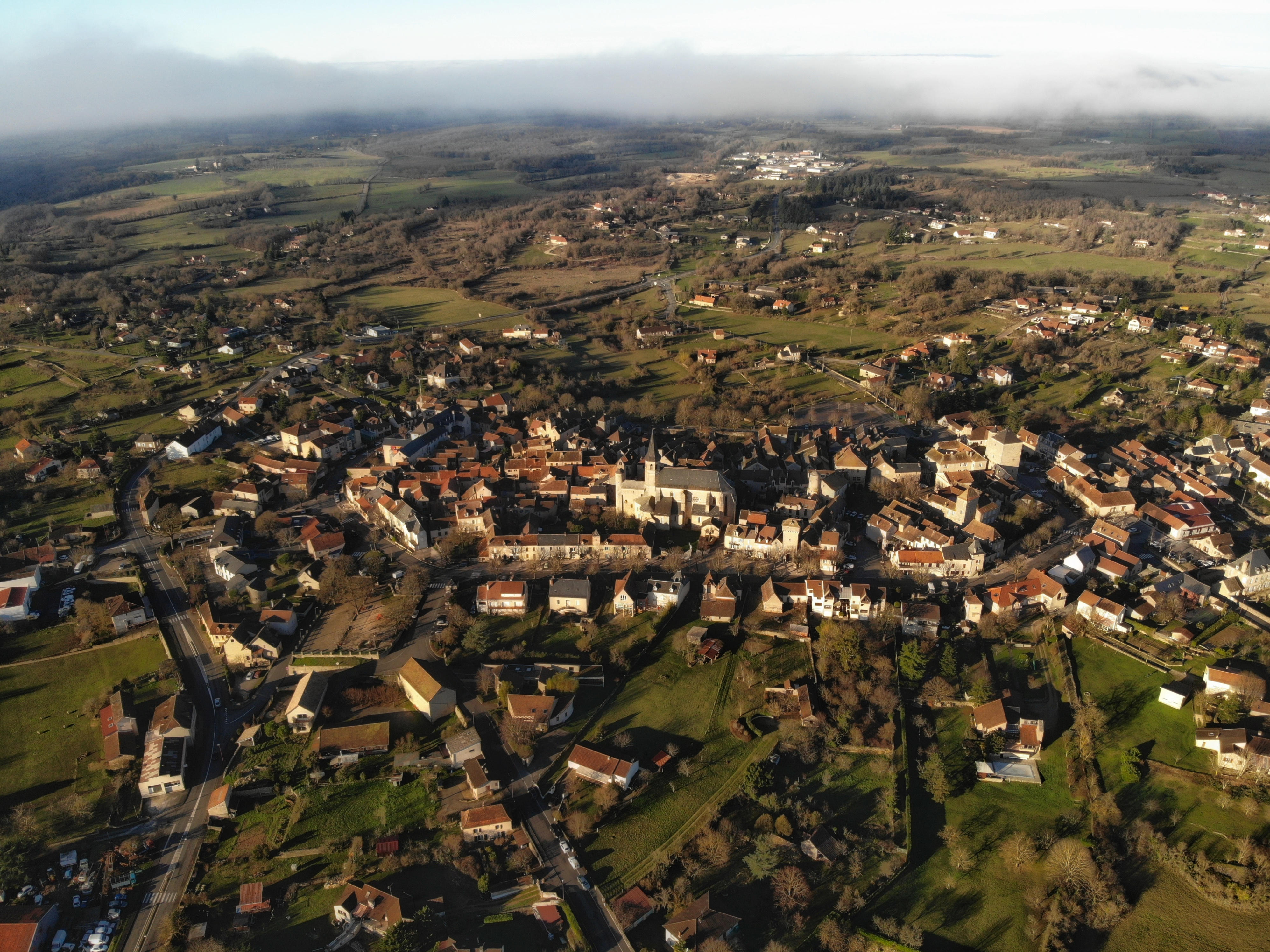
Vue aérienne de Villeneuve d'Aveyron.

Le Causse de Villeneuve (occitan: Causse de Vilanòva) est un plateau calcaire située à l'ouest du département de l'Aveyron. Sa ville principale est Villeneuve.
Elle est limitrophe avec la vallée du Lot au nord, la vallée de la Diège et la faille de Villefranche à l'est, et la Limargue à l'ouest.

## Histoire
Habitée depuis longtemps, la région abrite des dolmens et des sites archéologiques.
C'était autrefois un centre de viticulture, mais les attaques du phylloxéra et l'arrivée d'autres vins occitans par voie ferrée à la fin du XIXe siècle ont détruit la grande majorité des vignobles du Causse.